# Axel Fredrik Lindström
Axel Fredrik Lindström, född 27 november 1839 i Stockholm, död där 23 juni 1911, var en svensk geolog.
Lindström var 1869-70 assistent vid Lantbruksakademiens agrikulturkemiska försöksanstalt samt tjänstgjorde som extra geolog och biträdande geolog vid Sveriges geologiska undersökning (SGU) och var statsgeolog där 1880-99. Han utarbetade geologiska kartor med beskrivningar för Borås, Uddevalla, Ulricehamn, Vänersborg och Örkelljunga och iakttagelser över undersökningar på Gotland, i Härjedalen och Jämtland; samt avhandlingar, vilka behandlar de lösa jordavlagringarna, främst ur agronomisk-geologisk synvinkel.
Huvuddelen av hans omfattande boksamling, omkring 38 000 nummer, utgör idag den så kallade Lindströmska samlingen på Jönköpings stadsbibliotek.